# 播磨屋 (歌舞伎)
播磨屋（はりまや）は、歌舞伎役者の屋号。
初代中村歌六は、大坂三井の番頭・丹波屋甚助の子に生まれたが、播磨屋作兵衛の養子に出された。播磨屋の屋号はこれに由来する。三代目中村歌六の長男が、「大播磨｣（おおはりま）と呼ばれた初代中村吉右衛門である。
中村歌六は五代目のとき、中村歌昇は三代目のとき、中村時蔵は五代目のときに、いずれも屋号を「萬屋」に替えたが、このうち五代目歌六・三代目歌昇（2人は実兄弟）は後年、播磨屋に復帰している（詳細は「萬屋」の項を参照）。
播磨屋の代表的な名跡には以下のものがある。なお、参考までに定紋も併せて記した。
| 屋号            | 名跡                               | 定紋                | 定紋 | 備考                                |
| --------------- | ---------------------------------- | ------------------- | ---- | ----------------------------------- |
| はりまや 播磨屋 | なかむら きちえもん 中村吉右衛門   | あげはちょう 揚羽蝶 |      |                                     |
| はりまや 播磨屋 | なかむら かろく 中村歌六           | あげはちょう 揚羽蝶 |      | 五代目は 一時期「萬屋」。           |
| はりまや 播磨屋 | なかむら またごろう 中村又五郎     | あげはちょう 揚羽蝶 |      |                                     |
| はりまや 播磨屋 | なかむら きちのじょう 中村吉之丞   | あげはちょう 揚羽蝶 |      |                                     |
| はりまや 播磨屋 | なかむら かしょう 中村歌昇         | あげはちょう 揚羽蝶 |      | 三代目は 一時期「萬屋」。           |
| はりまや 播磨屋 | なかむら よねきち 中村米吉         | あげはちょう 揚羽蝶 |      |                                     |
| はりまや 播磨屋 | なかむら たねのすけ 中村種之助     | あげはちょう 揚羽蝶 |      |                                     |
| はりまや 播磨屋 | なかむら たねたろう 中村種太郎     | あげはちょう 揚羽蝶 |      |                                     |
| はりまや 播磨屋 | なかむら ときぞう 中村時蔵         | あげはちょう 揚羽蝶 |      | 四代目まで。 五代目以降は「萬屋」。 |
| はりまや 播磨屋 | なかむら もしお 中村もしほ         | あげはちょう 揚羽蝶 |      |                                     |
| はりまや 播磨屋 | いちかわ えびじゅうろう 市川鰕十郎 | （不詳）            |      |                                     |
| はりまや 播磨屋 | いちかわ いちぞう 市川市蔵         | （不詳）            |      |                                     |
| はりまや 播磨屋 | せき さんじゅうろう 關三十郎       | （不詳）            |      | 二代目が一時期。 以後は「尾張屋」。 |